# Kenton (Oklahoma)
Kenton és una petita comunitat no incorporada al Comtat de Cimarron, a l'estat d'Oklahoma, als Estats Units. Hi ha una botiga de queviures, "The Merc", un bed and breakfast, tres esglésies i una oficina de correus, la qual es va establir el 12 de maig de 1891. Es troba a una altitud de 1.317 metres i segons el cens dels Estats Units del 2010 té 17 habitants.

## Geografia
El poble de Kenton està al nord-oest del Comtat de Cimarron, aproximadament 5 quilòmetres a l'est de la frontera amb Nou Mèxic i uns 10 quilòmetres al sud de la frontera amb Colorado. Està localitzat a la riba sud del Riu Cimarron.
L'Oklahoma State Highway 325 passa pel poble.

## Història
Kenton es va fundar el 1893 i va servir com a seu del comtat del Comtat de Cimarron fins que els ciutadans del comtat votaren a canviar la seu i ficar-la a Boise City després que Oklahoma esdevingués un estat. Durant l'època en què era seu del comtat Kenton comptava amb dos concessionaris de cotxes, un motel, un banc, i dos supermercats.